# Danske Byggefag
Danske Byggefag, indtil 2024 BAT-Kartellet, Bygge- Anlægs- og Trækartellet, er et fagligt kartel for 7 FH-fagforbund, hvis medlemmer alle er forbund indenfor bygge- og anlægsbranchen. 
Danske Byggefag har som opgave at koordinere medlemsforbundenes interesser indenfor bl.a. erhvervs-, arbejdsmarkeds-, skatte- og boligpolitik samt EU-spørgsmål. Danske Byggefag forhandler ikke overenskomster. 
Danske Byggefags direktør siden 2024 er Søren Sand Kirk.
Danske Byggefag ledes af en bestyrelse og formand har siden 2019 været Claus von Elling, formand for 3F Byggegruppen.
Kartellet blev dannet i 1990 og består af forbundene:
- Fagligt Fælles Forbund
- Dansk Metal
- Malerforbundet i Danmark
- Dansk EL-forbund
- Blik- og Rørarbejderforbundet i Danmark
- HK/Privat
- Teknisk Landsforbund

BAT-kartellet skiftede i 2024 navn til Danske Byggefag.